# Politique du statu quo en Israël
En Israël, le terme de statu quo se réfère à un accord informel conclu en 1947 entre les dirigeants laïcs du mouvement sioniste en Palestine et les autorités religieuses juives. Ce principe a été plus ou moins maintenu depuis l'indépendance de l'État.
Cette entente a créé un cadre original pour l'identité du pays, faisant des concessions aux autorités religieuses sur quatre sujets majeurs:
- le respect du Shabbat
- l'éducation
- la cacheroute
- les règles matrimoniales

## Lettre de 1947
Une divergence importante oppose historiquement les ultra-orthodoxes juifs (haredim) et les sionistes. Les haredim n'acceptent pas l'idée d'un État juif non-religieux imposé par des laïcs avant la venue du messie. David Ben Gourion, père fondateur de l'État, a choisi de négocier un compromis avec ceux qui pourraient constituer une opposition religieuse à l'existence de l'État.
En 1947, lors de l'enquête de l'ONU (UNSCOM) sur la création d'un État juif, Ben Gourion négocie avec l'Agoudat Israël, le parti politique (non sioniste) des ultra-orthodoxes. Ceux-ci acceptent de ne pas prendre position contre la création de l'État juif (mais ne le soutiennent pas), en échange d'un courrier dit du statu quo, signé par les leaders sionistes (gauche, sionistes généraux et sionistes religieux), qui s'engagent à :
- réserver aux tribunaux rabbiniques la gestion du statut personnel des juifs (mariages et divorces, en particulier) ;
- protéger les institutions autonomes de l'Agoudat (en particulier dans le domaine éducatif) ;
- faire en sorte que l'État favorise la pratique des commandements divins.

Sous la direction de Ben Gourion, l'État exonérera peu après (en 1950) les ultra-orthodoxes du service militaire.
La lettre du statu quo et l'exemption du service militaire sont encore aujourd'hui la base de l'actuelle politique israélienne vis-à-vis des ultra-orthodoxes juifs.